# Christa Hoffmann-Riem
Christa Hoffmann-Riem (* 31. August 1937 in Duisburg; † 19. August 1990 in Hamburg) war eine deutsche Soziologin.

## Leben
Sie studierte bei René König in Köln, arbeitete zwei Jahre am Kölner Institut für Selbsthilfe und Sozialforschung und promovierte 1964 mit einer Arbeit über Massenmedien. 1965 war sie Research Fellow an der University of California, Berkeley . Seit 1966 lehrte sie an der Universität Hamburg, seit 1977 als Professorin. Zwischen 1979 und 1985 war sie zu Forschungsaufenthalten an den Universitäten Berkeley (Zusammenarbeit  mit Anselm L. Strauss), Harvard und Tulane.
Ihre Forschungsschwerpunkte waren Strukturfunktionalismus (Neil J. Smelser), Symbolischer Interaktionismus (Herbert Blumer), Familie und Sozialisation.
Christa Hoffmann-Riem fand ihre letzte Ruhestätte auf dem Friedhof Wohldorf. 

## Schriften (Auswahl)
- Das adoptierte Kind. Familienleben mit doppelter Elternschaft. 4. unveränderte Auflage, Fink, München 1998, ISBN 978-3-7705-2248-4 (erste Auflage: Fink, München 1984).
  - The adopted child. Family life with double parenthood. Aus dem Deutschen übersetzt von Mike Brookman, mit einem Vorwort von Anselm L. Strauss, Transactions Publ., New Brunswick/London 1990. ISBN 0-88738-241-X
- Elementare Phänomene der Lebenssituation. Ausschnitte aus einem Jahrzehnt soziologischen Arbeitens. Deutscher Studien-Verlag, Weinheim 1994, ISBN 978-3-89271-428-6.

## Ehrungen
Der mit 10.000 € dotierte Christa-Hoffmann-Riem-Preis für qualitative Sozialforschung des Hans-Bredow-Instituts der Universität Hamburg wurde nach ihr benannt.